# فارامیر
فارامیر (به انگلیسی: Faramir) یک شخصیت داستانی در کتاب‌های ارباب حلقه‌ها نوشته جی. آر. آر. تالکین است. او برادر کوچکتر برومیر و پسر دوم دنه‌تور کارگزار گاندور است.

## پیشینه
فارامیر به آسانی می‌تواند آنچه در دل انسان‌ها است را بفهمد. این توانایی او باعث شد تا بیشتر افسوس بخورد تا اینکه افراد را خرد انگارد. او تحمل بالایی داشت و عاشق داستان‌های افسانه ای و موسیقی بود؛ از این رو بسیاری شجاعت او را نسبت به برادرش کمتر می‌دانستند. اما چنین نبود او در هنگام خطر به دنبال کسب افتخار نبود مگر آنکه هدفی پشتش باشد.

جی. آر. آر. تالکین
فارامیر در دوران سوم به دنیا آمد پدرش دنه‌تور از نجیب‌زادگان بود و یک سال پس از تولد فارامیر کارگزار گاندور شد. مادرش فین‌دویلاس دختر شاه آرادهیل از دول آمروت بود. مادر فارامیر زمانی که او پنج سال داشت از دنیا رفت. پس از مرگ مادر فارامیر، دنه‌تور دوم تبدیل به فردی بی‌احساس و سرد می‌شود و روابطش با پسرانش ضعیف می‌گردد. با اینکه دنه‌تور آشکارا برومیر را به فارامیر ترجیح می‌دهد اما رابطهٔ عاطفی میان دو برادر بدون حسادت چه در کودکی و چه در بزرگسالی هر روز بهتر می‌شود.
فارامیر از نظر ظاهر بسیار شبیه برومیر بود، فردی بلند قد با چهره ای شریف، موهای تیره و چشمان خاکستری. گفته می‌شود که احتمالاً خون اهالی نومنور در رگ‌های فارامیر جریان داشته‌است که پدیده ای بسیار نادر است.
بعد از نبرد حلقه و نابودی کامل موردور و سائورون، آراگورن یا اله  سار پادشاه والا مقام آرنور و گاندور شد.آراگورن فارامیر را پادشاه  گاندور  و ایثیلین کرد.